# Écardenville-sur-Eure
Écardenville-sur-Eure foi uma antiga comuna francesa na região administrativa da Normandia, no departamento de Eure. Estendia-se por uma área de 6,68 km². Em 2010 a comuna tinha 531 habitantes (densidade: 79,5 hab./km²).
Em 1 de janeiro de 2016, passou a formar parte da nova comuna de Clef-Vallée-d'Eure.